# Ponera pumila
Ponera pumila är en myrart som beskrevs av Jerdon 1851. Ponera pumila ingår i släktet Ponera och familjen myror. Inga underarter finns listade i Catalogue of Life.